# Oréade (Q164)
Pour les articles homonymes, voir Oréades.
L'Oréade (Q164) était un sous-marin de la marine nationale française, de la classe Diane (1926). Il a servi pendant l'entre-deux-guerres et la Seconde Guerre mondiale.

## Commandants
- 12 août 1932 au 13 octobre 1934 : Lieutenant de vaisseau I.J.H. Pichevin[1].
- 13 octobre 1934 au 28 novembre 1936 : Lieutenant de vaisseau A.F.C. Parent[1].
- 28 novembre 1936 au 1er décembre 1938 : Lieutenant de vaisseau Michaud[1].
- 1er décembre 1938 au 10 décembre 1940 : Lieutenant de vaisseau A.H.M. Vallée[1].
- 10 décembre 1940 au 1er avril 1942 : Lieutenant de vaisseau J. Blanchard[1].
- 1er avril 1942 au 1er octobre 1942 : néant (le sous-marin est en gardiennage)[2].
- 1er octobre 1942 au 8 novembre 1942 : Lieutenant de vaisseau Jacques Loizeau[1].

## Personnalités ayant servi sur le navire
- François Drogou (1904-1940), Compagnon de la Libération.